# Leonardo Semplici
Leonardo Semplici (Florença, 18 de julho de 1967) é um ex-futebolista e treinador de futebol italiano. Atualmente é técnico da Sampdoria.

## Carreira
Na época de jogador, Semplici jogou toda sua carreira em clubes das divisões de acesso do futebol italiano, iniciando-a em 1987, no Lucchese, atuando em apenas uma partida oficial.
Dos 12 clubes que defendeu, os mais expressivos foram Sangiovannese (31 jogos e 3 gols), Arezzo (25 partidas e 2 gols), Rondinella (56 jogos e 2 gols) e Grosseto (8 jogos). Também passou por Sorso, Cecina, Certaldo, Impruneta, Sangimignano, Poggibonsi e Larcianese, onde se aposentou em 2004, mesmo ano em que estreou como técnico de futebol. Seu primeiro clube na função foi o Sangimignano, comandado por ele até 2005.
Semplici ainda treinou Figline, Arezzo, Pisa e o time Primavera da Fiorentina até 2014, quando foi contratado em dezembro do mesmo ano pela SPAL, que jogava a Lega Pro (terceira divisão) e, sob seu comando, conquistou 2 acessos (da Lega Pro para a Série B em 2015-16 e da Série B à primeira divisão na temporada seguinte).

## Títulos

### Como jogador
Poggibonsi
- Serie D (Grupo E): 2000-01

### Como treinador
Sangimignano
- Eccellenza da Toscana (Grupo B): 2004-05

Figline
- Eccellenza da Toscana (Grupo B): 2005-06
- Serie D (Grupo E): 2007-08
- Lega Pro Seconda Divisione (Grupo B): 2008-09
- Supercoppa di Lega di Seconda Divisione: 2009

SPAL
- Lega Pro (Grupo B): 2015-16
- Supercoppa di Lega Pro: 2016
- Campeonato Italiano de Futebol - Série B: 2016-17